# 卢文纪
卢文纪（876年—951年6月7日），字子持，京兆万年（今陕西省西安市）人，祖籍范阳涿（今河北省涿州市），在中国五代十国时期的五代后梁、后唐、后晋、后汉、后周都做官，后唐末帝李从珂年间为宰相。

## 家世
卢文纪出自范阳卢氏北祖第四房，祖父卢简求，是唐朝的河东节度使；父卢嗣业，官右补阙。

## 后梁年间
卢文纪中进士（未详当时唐朝是否已被后梁取代），事后梁为刑部侍郎、充集贤殿学士、判院事。

## 后唐年间

### 李存勖年间
同光元年（923年），后唐庄宗李存勖灭梁，任卢文纪为尚书兵部侍郎，依前充集贤殿学士、判院事。三年（925年），任为吏部侍郎。

### 李嗣源年间
后唐明宗李嗣源天成元年（926年）十月，卢文纪上言：“请求每年由有司明定考校内外文武臣僚，皇帝御笔黜陟将相，疏下中书省、门下省商量，由宰相奏请施行。”获准。当月，改任御史中丞。按当时的习俗，其他官员要前去官署向新任御史中丞致贺，各藩镇的进奏官也要去，通名，御史中丞以茶酒慰劳，并不相见。但卢文纪的台吏乔德威等却告知他，按唐朝的规定，进奏官是要和御史中丞相见并赞拜致贺的。卢文纪想仿唐旧制，派小吏谕进奏官们入见，他自己拿着手板坐在床头，受进奏官们通名赞拜。进奏官们感到受辱，向枢密使安重诲抱怨。安重诲称自己不熟悉唐朝旧制，要他们直诉于皇帝。李嗣源咨询宰相赵凤，赵凤说进奏官只是藩镇派来送信的低级将领，李嗣源怒道：“他们只是吏卒，怎么敢慢待我的法官！”将进奏官们都杖责驱逐。因卢文纪所请，李嗣源下诏恢复唐朝的中外官校考法，包括将相和皇帝都要自我考评。但诏书未能真正得到贯彻。
一年多后，迁工部尚书。三年（928年），宰相崔协除于鄴为工部郎中，因于鄴名与自己父亲卢嗣业同音，卢文纪大怒，而中书省也因崔协与卢文纪不协而没有因此按规定给于邺改官。于鄴去工部就职参见卢文纪，卢文纪不见，连日请假。后于鄴被派遣为彰武军官告副使，还未从都城洛阳出发，卢文纪就恢复工作，且说等于邺回来就请求换岗，于鄴感觉遭到不敬，愤而在醉酒后上吊自杀。事发，李嗣源贬卢文纪为石州司马。
后来，卢文纪被召回洛阳，任太常少卿，长兴二年（931年）改秘书监。三年（932年），为工部尚书。四年（933年），与礼部郎中吕琦被派往大军阀孟知祥统治下的西川军为蜀王册礼使，册封孟知祥为蜀王，并拜孟知祥手下赵季良等五人为节度使。途中，他们行经李嗣源养子李从珂为节度使的凤翔。卢文纪因形貌魁伟、语音琅然，为李从珂所奇。

### 李从珂年间
李嗣源子李从厚登基后，应顺元年（934年）正月，将卢文纪由秘书监改任太常卿，充山陵礼仪使。四月，卢文纪请为李嗣源上谥号圣智仁德钦孝皇帝，庙号明宗，宰相冯道议请改“圣智仁德”四字，为圣德和武钦孝皇帝。同月，李从珂推翻李从厚，成为皇帝。卢文纪奏请给明宗庙酌献舞曲命名《雍熙之舞》，从之。卢文纪并撰登歌乐章一首。为首宰相吏部尚书兼门下侍郎判三司刘昫、左仆射门下侍郎李愚意见不合，互相诟骂，政事凝滞。李从珂对此不满，想换掉他们。六月，他向亲近朝臣问代任宰相的人选，朝臣们推荐尚书左丞姚顗、时任太常卿的卢文纪、秘书监崔居俭，但论及三人才行，各有优劣。李从珂不能决断任谁为相，于是写下他们等十余人的名字置于琉璃瓶内，在夜晚焚香祝天，用筷子将写有名字的纸夹出。先夹出卢文纪的名字，再夹出姚顗的。他因而分别于七月和八月任卢文纪和姚顗为中书侍郎，加宰相衔同中书门下平章事。因连日下雨，李从珂命卢文纪与李愚、刘昫、姚顗去各寺观祈求天晴。
当时兵部尚书李鏻和马承翰分别作为正副使出使荆南节度使高从诲，李鏻自以为将被用为宰相，高从诲问及朝臣谁有望做宰相，马承翰答：“尚书崔居俭、左丞姚顗，其次就是太常卢文纪。”高从诲笑着看左右，取来进奏官的报状给李鏻看姚顗和卢文纪都已拜同平章事了。李鏻惭愧失色，回朝后，因李愚、卢文纪都是以太常卿入相，便也向卢文纪求为太常卿，中谢时说：“我得到了入相的资本。”朝士传为笑谈。
唐朝旧制，吏部选官时分为三铨，分别由尚书和两位侍郎处理，一个官员只有经历全部三个铨选程序才能受任。李嗣源末期，冯道认为后唐疆域不及统一时的唐朝，每年的待选官员只有数百人，三铨之法浪费时间且无益，建议合为一。于是李嗣源合三铨为一，让吏部尚书和侍郎们一起选官。但姚顗和卢文纪拜相后，重新奏分三铨，选官手续又变得冗长。待选官员被造成不便，常公然拦截宰相抱怨。李从珂不得不亲自下诏再度废止三铨。
八月，李从珂御文明殿册立妻沛国夫人刘氏为皇后，命使摄太尉宰相卢文纪和使副摄司徒、右谏议大夫卢损去皇后宫行礼，礼毕各给恩赐。十二月，改卢文纪为门下侍郎、平章事、监修国史。
二年（935年）二月，卢文纪等为李从珂母鲁国太夫人上尊谥为宣宪皇太后，请择日册命，李从珂从之。三月，性狂狷的太常丞史在德上书谴责内外文武人士，建议李从珂对他们进行考试，把无能的贬了。宰相和朝臣都大怒。卢文纪和补阙刘涛、杨昭俭等都请求加其罪。李从珂认为这会阻塞言路，下诏驳回。四月，卢文纪兼太微宫使。
七月，李从珂责卢文纪等对时事无所规赞。卢文纪等宰相称这是因为唐朝宰相能只和皇帝在延英殿相见，而他们不能，请求恢复唐朝延英殿问对旧制。李从珂认为这不必要，下诏称宰相们随时可以面圣，但不必在延英殿开会。
中书舍人王延权知贡举，当时崔协之子崔颀也在举子之中，卢文纪便对王延说自己曾在朝堂推荐他，要他取士要看真才实学，不要光看虚名。王延知道卢文纪意在阻止崔颀进身，退下后笑谈卢文纪竟然把对崔协的怨恨波及到崔颀身上，仍秉公将崔颀录为甲科。
三年（936年），李从珂的养妹夫河东节度使石敬瑭在后唐北面敌国契丹援助下反叛。李从珂以张敬达充太原四面招讨使前去讨伐石敬瑭，但契丹、河东联军打败了张敬达，并将其围困。李从珂为此沮丧，对卢文纪说：“朕曾听闻卿有宰相材，所以排众议用卿为首相，如今祸难如此，卿的嘉谋都在哪里？”卢文纪只能下拜谢罪，无言以对。李从珂对是否亲自迎战石敬瑭犹豫了，卢文纪感到了，就和中书侍郎同平章事判三司张延朗一起建议派枢密使、忠武节度使、随驾诸军都部署、兼侍中赵延寿前去与其养父卢龙节度使赵德钧会合，迎战契丹、河东联军。李从珂准奏。但结果却是灾难，赵德钧更热衷于争取契丹支持他自己当皇帝，并不完全想救援张敬达。最终，张敬达军粮尽，副招讨使杨光远杀张敬达，投降。契丹、河东联军随后击败赵德钧。李从珂到河阳，卢文纪劝其扼桥自守，李从珂不听，认为大势已去，阖家自焚，后唐亡。石敬瑭被契丹太宗皇帝宣布为后晋皇帝，入洛阳，接管后唐领地。

## 后晋年间
石敬瑭进入洛阳，大赦后唐官员，将他们留在政府内。卢文纪却被罢相为吏部尚书。天福二年（937年）五月，再迁太子少傅。石敬瑭侄石重贵继位后，于开运元年（944年）八月改卢文纪为太子太傅。

## 后汉年间
后汉高祖刘知远登基，天福十二年（947年）十月，卢文纪转太子太师。当时，都城在开封，但很多不直接参与朝政的官员分司在洛阳，虽有留台御史，纪纲却多不整肃。于是刘知远敕卢文纪别令检辖。侍御史赵砺上表列举分司朝臣中有称病过分请假者。卢文纪令朝士不得出城制置，赵砺怀恨，意图以此归咎卢文纪。枢密使杨邠闻之，怒，令赵砺所弹劾的官员致仕。卢文纪和杨邠在此事上有分歧，又因病请假，正好因此被御史弹劾，被令以本官致仕。

## 后周年间
后周太祖郭威登基后，遣使到卢文纪家，拜为司空。同年夏，卢文纪卒，赠司徒，辍视朝一日。卢文纪平生积财巨万，但死后，其子卢龟龄不数年间就将其花完，于是积蓄很多的人多以他为戒。